# Rucksack

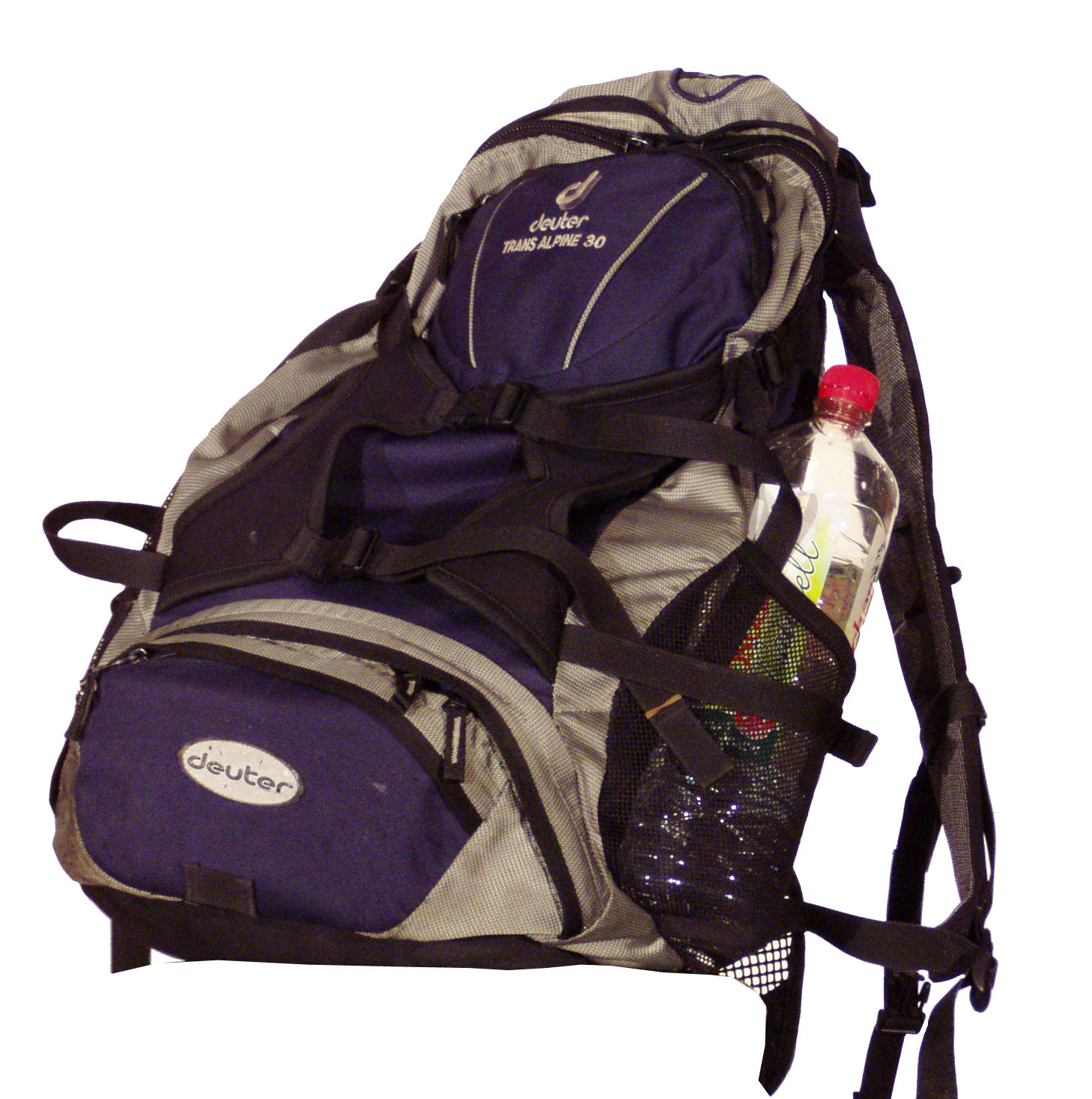
Rucksack der „30 l-Klasse“

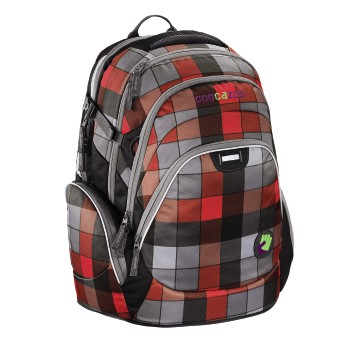
Schulrucksack

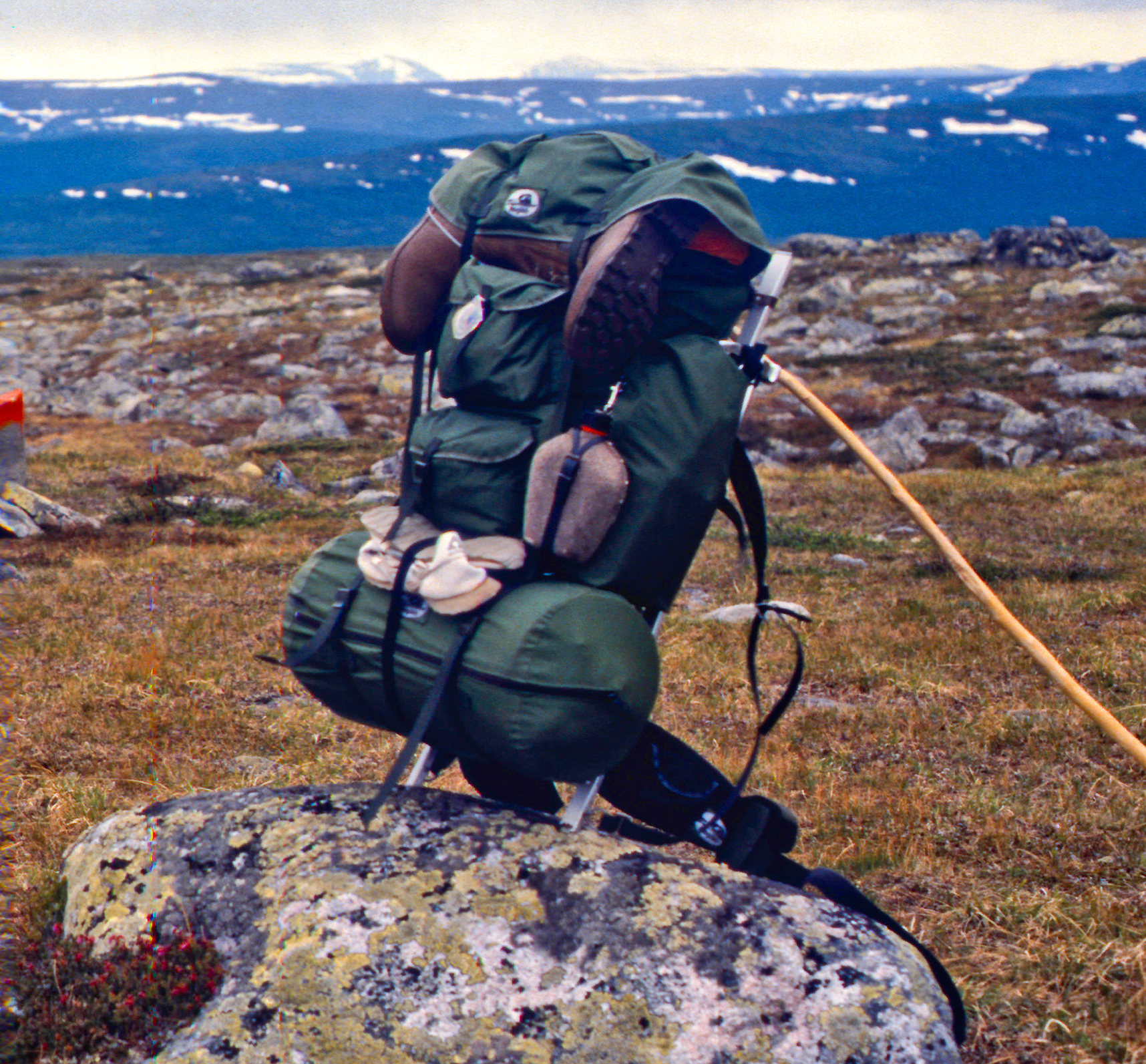
90 l-Außengestell-„Kraxe“

Der Rucksack ist ein Behälter aus Stoff, flexiblem Kunststoff (Nylon oder PVC) oder Leder, der an Gurten auf dem Rücken getragen wird und dem Transport von Gegenständen dient. Leichte Rucksäcke werden allein an Schultergurten getragen; bei Rucksäcken für den Transport schwerer Lasten wird die Last über einen Hüftgurt auf die Hüfte verlagert.
Je nach Qualität, Einsatzgebiet (etwa Trekking, Klettern, Wandern, Reisen, Fahrradfahren, Freizeit, Lastentransport, Schule usw.) und Komfortanspruch des Trägers kann die Ausstattung der Rucksäcke variieren (etwa Belüftung des Rückens, innenliegendes Tragegestell zur Gewichtsübertragung auf die Hüfte, Verstellbarkeit der Rückenlänge zur Passformoptimierung, Eigengewicht, Güte und Haltbarkeit der Polsterung zur Druck/Scheuerstellenvermeidung usw.).

## Kraxe

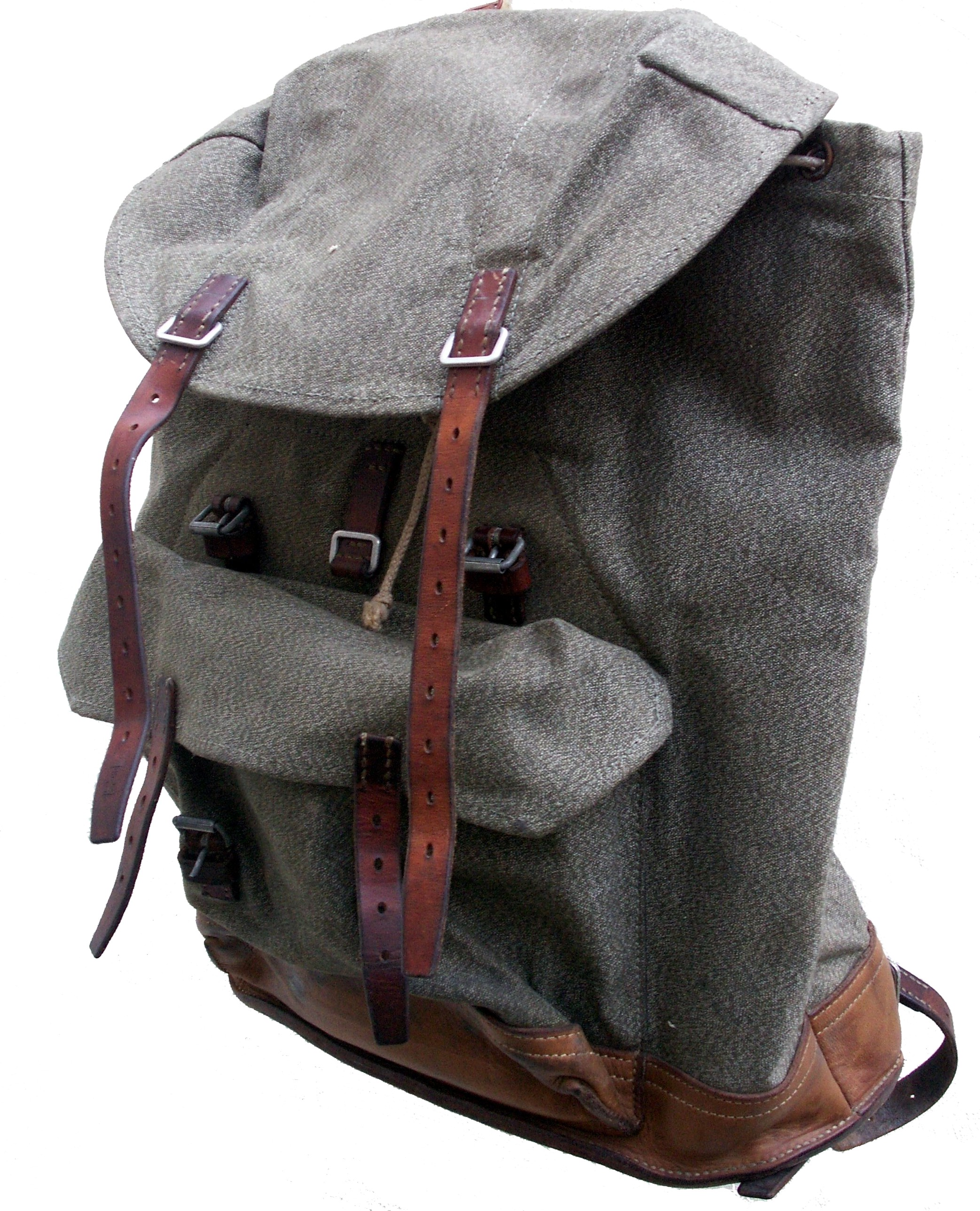
Klassischer Rucksack der Schweizer Armee ca. 1960

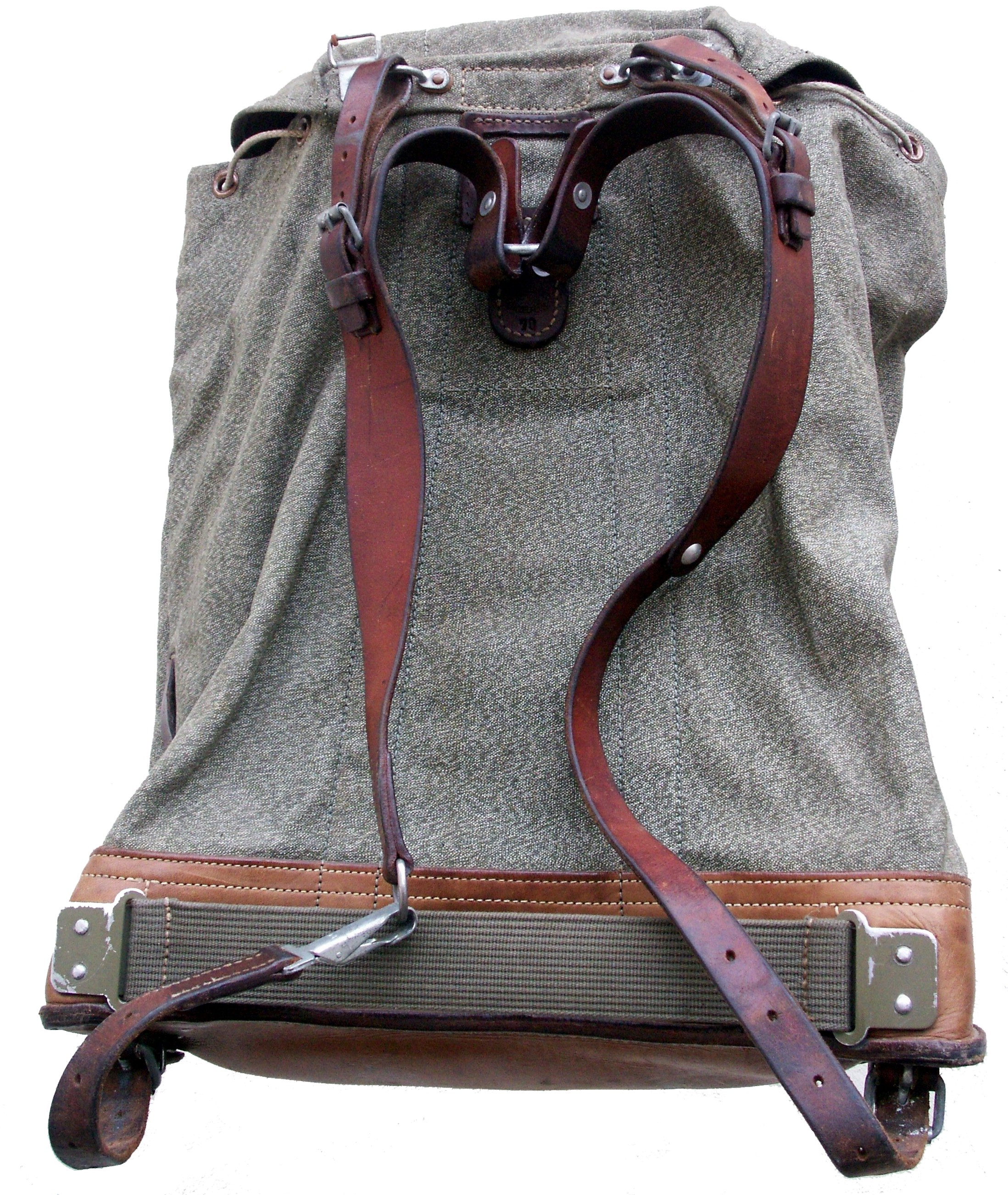
Das Tragegestell ist integriert

Die Kraxe oder Rückentrage ist die Urform des Rucksacks, bei der das Gurtsystem nur ein offenes Gestell aus Holz oder (heute) Leichtmetall trägt. Man spricht auch von einem außenliegenden Tragegestell, an dem die eigentliche Last, direkt oder wiederum in separaten Behältnissen, befestigt wird. Einer der ältesten archäologischen Nachweise einer Kraxe stammt aus dem Fundkomplex der Gletschermumie Ötzi aus der Jungsteinzeit ca. 3300 v. Chr. Kraxen dienten früher auch dem Handel über weite Strecken und Hausierern sowie Wasserhändlern. Kraxen finden, soweit bekannt, heute noch für den Buchtransport über Treppenhäuser in einzelnen Universitätsbibliotheken (Österreich) Verwendung. Des Weiteren sind spezielle Rückentragen zum Tragen von Babys, beispielsweise bei Wanderungen in den Bergen, beliebt.
Eine verwandte Entwicklung ist die Kiepe, ein auf dem Rücken getragener Korb.

## Tragegestelle und Packboard
Die moderne Form der Kraxe ist das Tragegestell, an dem die eigentliche Last befestigt wird. Das Tragegestell dient der Stabilisierung und Lastverteilung, im Vergleich zum Rucksack können (zum Teil) auch größere Lasten gut transportiert werden. So können etwa Tornister und Rucksäcke, Munitionskisten, Maschinenteile und Essensbehälter befestigt und bewegt werden.
Die ältere und einfachere Form des Tragegestells, das „Packboard“, im Wesentlichen ein leiterförmiges Holzgestell (ab dem 17. Jahrhundert) oder eine Metallplatte (ab Anfang des 20. Jahrhunderts) als grobe Näherung an die Kraxe, war noch bis in die 1960er/70er Jahre im militärischen Gebrauch. Manche Ausführungen hatten ein rückwärtiges Stoffmattenpolster, einzuhakende Querplattenträger und Gurtspannzeug zum Lastentransport. Es wurde zumeist durch das modernere Tragegestell („Frame“) abgelöst. Dieses hat oft, analog zum Gestellrucksack, ein Hüftpolster sowie rückwärtig eine ausklappbare Querplatte zur Lastaufnahme.

## Rucksack mit integriertem Tragegestell

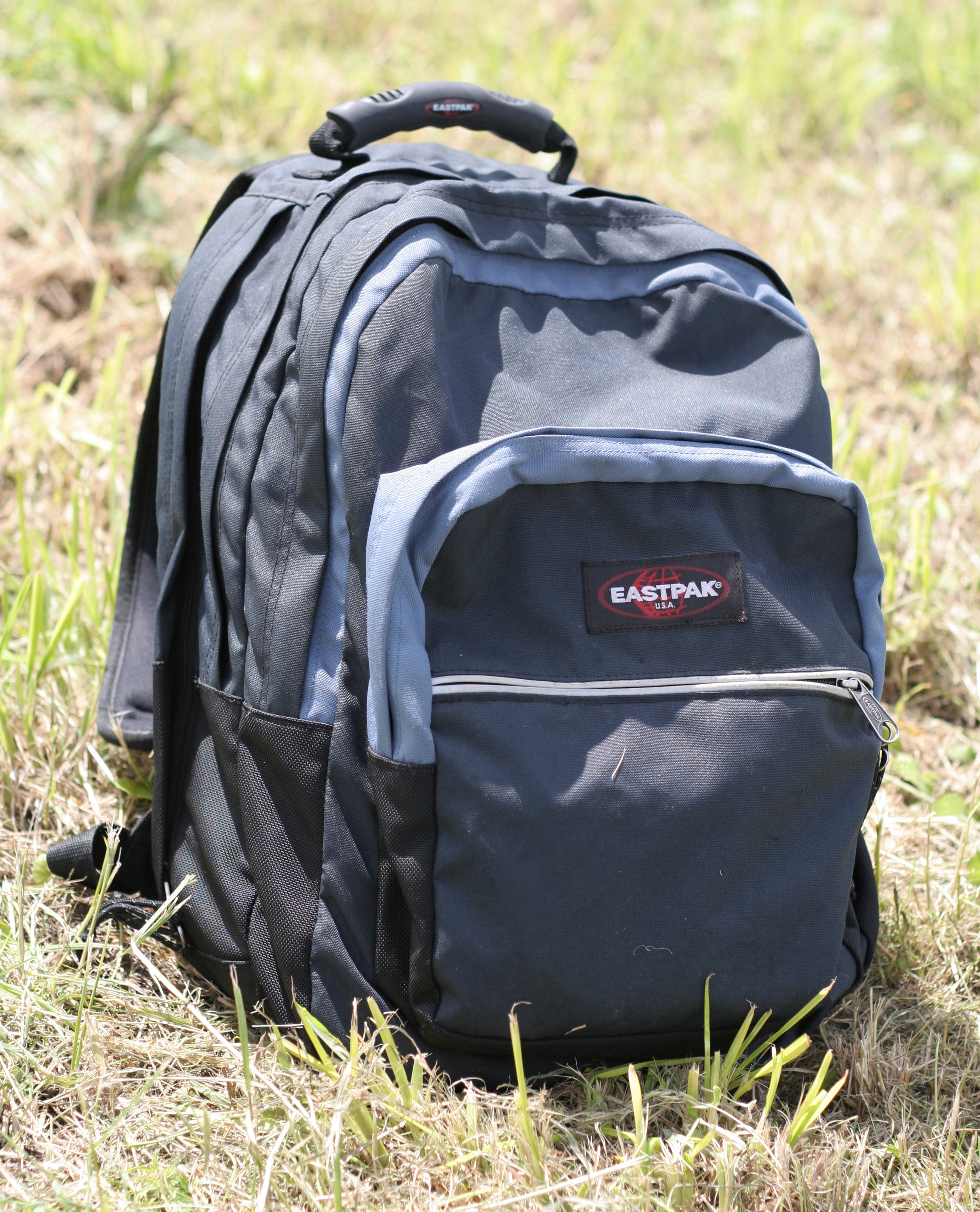
Kleinerer Rucksack

Traditioneller oder moderner Rucksack, oft mit Klappe, Karten- oder Außenfach, Anhängebebänderung, Trageschlaufe und Standverstärkung. Hinter dem Gurtzeug ist ein Tragegestell aus Bandmetall oder Kunststoff offen integriert, zum Teil auch im Rucksack vernäht. Ein bogenförmiges Polster in Hüfthöhe sorgt für den notwendigen Luftraum zwischen Rücken und Rucksack.
Eine weitere Abstandshaltung ist eigentlich nicht notwendig und geht bei einigen modernen Konstruktionen definitiv zu Lasten des Rucksackvolumens und Komforts.

## Kurierrucksack
Der Kurierrucksack wurde für die Bedürfnisse von Fahrradkurieren entwickelt. Er ist gut auf dem Fahrrad zu tragen und schnell an- und abzulegen, besteht meist aus besonders robustem, wasserdichtem Material (sogenannter LKW-Plane) und bietet viel Platz für die zu befördernden Gegenstände. Neben der Transportfunktion dient der Rucksack dem Kurierunternehmen häufig als Werbeträger.

## Laptop- oder Notebook-Rucksack
Der Laptop- oder Notebook-Rucksack ist speziell entwickelt, um auf praktische und einfache Art Laptops oder Notebooks zu transportieren. Er beherbergt unter anderem (oder hauptsächlich) ein gepolstertes Fach für den tragbaren Computer. Mit Vorliebe wird er von Motorrad- oder Fahrrad-Fahrern oder Pendlern verwendet.

## City-Rucksack
Der City-Rucksack (City-Bag) ist eine modisch gestylte, leichte Form des Rucksacks, die als auf dem Rücken getragene Einkaufs- oder Aktentasche benutzt wird. Er kam Mitte der 1980er Jahre auf, zuvor waren Blunsen nur im Freizeit- und Outdoorbereich verbreitet.
Eine moderne Abart ist der dreieckige Triangle City Bag (Bodybag) oder auch Eingurt-Rucksack oder Crossover-Tasche.

## Kofferrucksack
Im Gegensatz zu einem typischen Rucksack, der die Öffnung zum Hauptfach oben hat, besitzt ein Kofferrucksack eine große Öffnung vorne, so dass man ihn wie einen Koffer vor sich hinlegen und öffnen kann. Das Tragesystem lässt sich bei vielen Modellen zusätzlich unter der Verdeckung verstauen. Damit mutiert der Koffer-Rucksack zu einer Reisetasche.

## Fotorucksack
Ganz ähnlich wie der Kofferrucksack sind Fotorucksäcke meist mit einer großen vorderen Klappe für einen schnellen Zugriff auf die mitgeführte Ausrüstung ausgeführt. In der Regel ist ein Fotorucksack doppellagig genäht mit zwischenliegender Polsterung aus PE- oder PU-Schaumplatten und mit ebenso gepolsterten, verstellbaren Inneneinteilungen ausgestattet. Mehrere Innenfächer und häufig auch Außentaschen erlauben die Unterbringung von Kleinteilen. Auch können außen Halteschlaufen für sperriges Zubehör wie Stative angebracht sein. Fotorucksäcke haben gegenüber Fototaschen einen deutlich höheren Tragekomfort. Bei konventionellen Modellen ist es jedoch nötig, den Rucksack für den Zugriff auf die Kameraausrüstung abzunehmen und irgendwo abzustellen. Alternative Konstruktionen erlauben das Lösen eines der beiden Tragegurte, so dass der Sack auf eine Körperseite geschwenkt und ohne abzusetzen wie eine normale Fototasche bedient werden kann.

## Trekkingrucksack
Im Gegensatz zu einem Rucksack zum Wandern mit Tagesausrüstung erfordert Trekking einen Rucksack mit einem sehr großen Volumen. Dieser bietet meist die Möglichkeit, diverse Ausrüstungsgegenstände wie Isoliermatte, (Ski-)Stöcke, Zeltstangen, Eispickel und Berghelm zusätzlich außen am Rucksack zu befestigen, was den Rucksack allerdings beim Tragen instabiler macht. Einige Trekkingrucksäcke verfügen über ein gesondertes Schlafsackfach, das allerdings das Eigengewicht des Rucksacks erhöht. Zusätzliche Taschen bieten Verstaumöglichkeiten für Brillen, elektronische Geräte oder sind mit Trinksystemen kompatibel. Besonders der Tragekomfort für lange Wanderungen oder gute Balance sind spezielle Eigenschaften eines Trekkingrucksacks. Militärisch werden Trekkingrucksäcke von bis zu 120 Liter Volumen von Fallschirmjägern, Gebirgsjägern, Kommandosoldaten und Fernspähern eingesetzt, um umfangreiche Ausrüstung und Versorgungsmaterial zu Fuß transportieren zu können.
Kletterrucksäcke sind hingegen schmal gebaut und verfügen im Unterschied dazu nicht über das für long-distance treks notwendige Volumen und haben keine Seitentaschen.

## Trinkrucksack

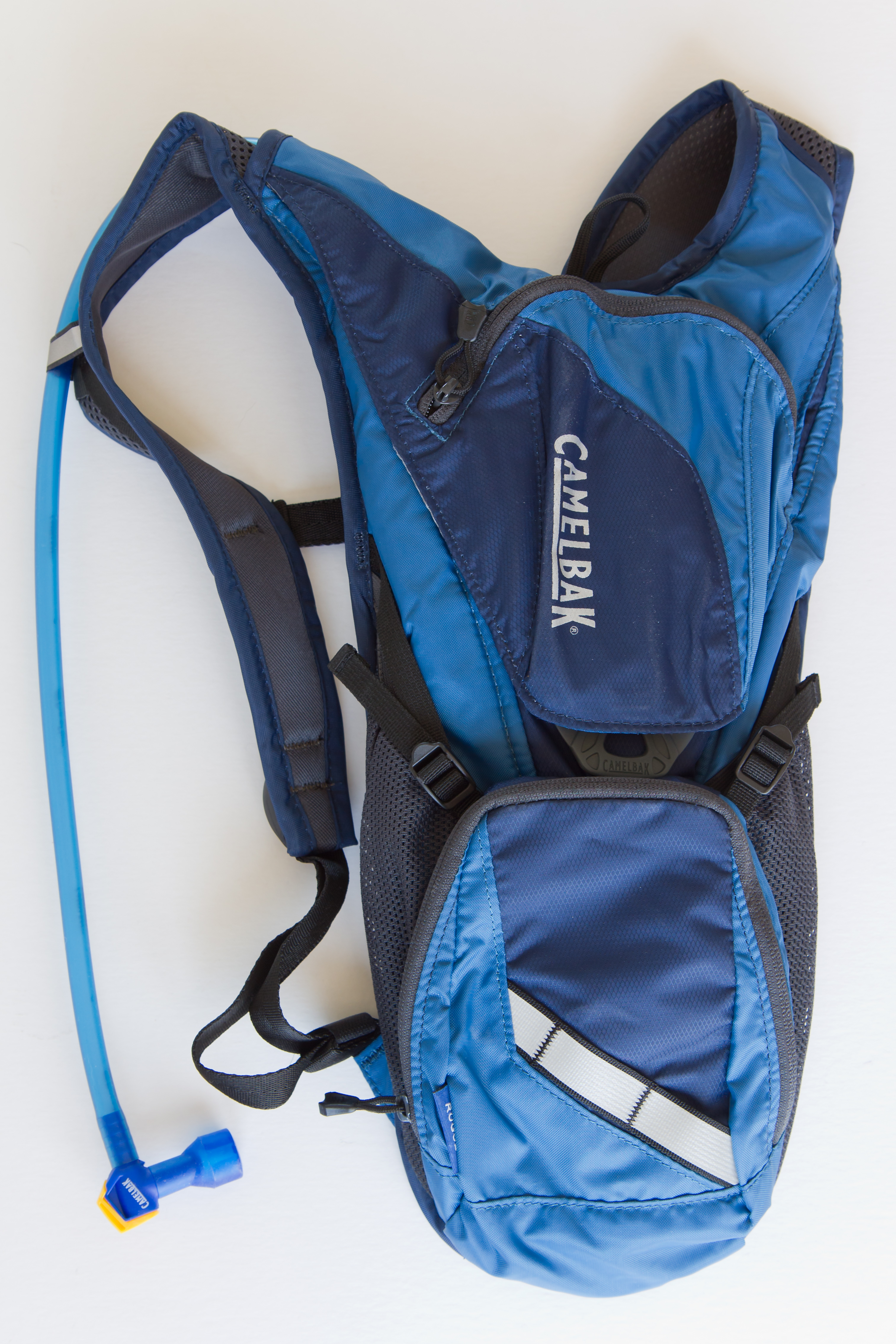
Trinkrucksack

Als Trinkrucksack (auch nach den Markennamen Platypus oder CamelBak (engl. Kamelrücken) oder verballhornt Camelbag (engl. Kameltasche)) wird ein Trinksystem bezeichnet, bei dem eine Trinkblase in einen Rucksack integriert ist. Sie fasst in der Regel 1,5 bis 3 Liter. Mittels eines Schlauches, der nach vorne gelegt wird, kann der Benutzer dann Flüssigkeit zu sich nehmen, ohne seine Tätigkeit zu unterbrechen. Deshalb benutzen unter anderen Ausdauersportler, die lange Strecken zurücklegen müssen, dieses Gerät. Diese Rucksäcke gibt es mittlerweile in vielen Ausführungen und Größen. Außer im Sport gehört der Trinkrucksack zur Standardausrüstung der Soldaten vieler Armeen weltweit.

## Fluchtrucksack
Ein Fluchtrucksack wird im Englischen als Runbag, Grapbag, Escapebag oder Bug-out bag bezeichnet. Er soll im Katastrophenfall die Flucht erleichtern. Insbesondere Menschen, die in gefährliche Regionen der Erde reisen, wie Reportern oder Entwicklungshelfern, die länger in politischen Krisengebieten arbeiten, wird ein sogenannter Runbag mit etwa 35 Liter Volumen empfohlen. Für den Fall, dass aufgrund der politischen Lage oder einer Naturkatastrophe die sofortige Flucht erforderlich wird, sollte er gepackt bereitgehalten werden. In der Prepperszene hat sich die Bezeichnung Fluchtrucksack etabliert, für den jedoch in der Regel eine umfangreichere Ausrüstung vorgesehen ist.
Militärisch wird ein Fluchtrucksack oder ein Gefechtsrucksack als (Combat) Day Pack oder Break-Away-Pack bezeichnet.

## Tornister

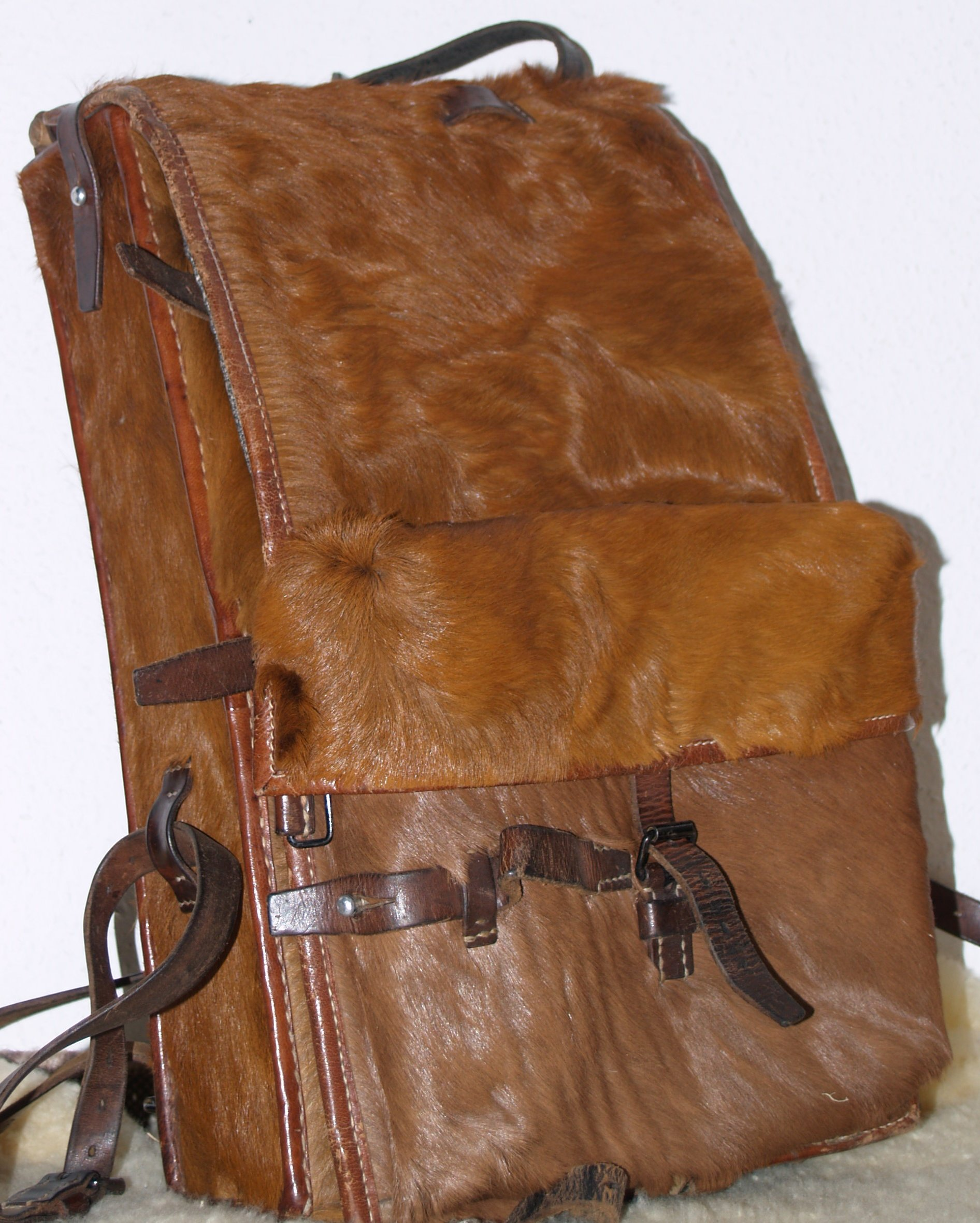
Rechteckiger Schweizer Infanterietornister (Affe)

In manchen Gegenden Deutschlands bezeichnet der Tornister einen Schulranzen, also eine Schultasche, die auf dem Rücken getragen wird.
Im engeren Sinne ist der Tornister, umgangssprachlich auch Affe genannt, eine vorwiegend beim Militär angesiedelte Rucksackform, bei der eine Fell- oder Stoffbespannung über einen rechteckigen Holz- oder Kunststoffrahmen genäht wird. Das Innere ist meist mit Stoff ausgeschlagen. Der Tornister wurde ausschließlich bei der Infanterie eingesetzt. Beim Militär wird heute der Gefechtsrucksack eingesetzt.
Da der Tornister bei einigen Pfadfinderschaften noch immer beliebt ist, gibt es speziell für diese Zielgruppe hergestellte Modelle, bei denen statt des früheren Holzrahmens Kunststoff verwendet wird.

## Rolle
Neben dem umgehängten Sack und der Weiterentwicklung (Seesack) ist dies die Urform des Rucksacks. In eine Decke oder Lederhaut werden die Habseligkeiten eingerollt, die Deckenrolle mit einem Gurtzeug oder geeignetem Strick an jedem Ende verknotet und umgehängt. Die abgewandelte Form der diagonal umgehängten Regenplane mit darin eingewickelter Decke wurde lange Zeit in der russischen Armee getragen. Die Gepäckrolle ist heute noch bei wandernden Handwerksgesellen im Gebrauch. Das Tuch, in dem die Habseligkeiten eingeknotet werden, heißt Charlottenburger und ist auch ein beliebtes Erinnerungs- und Sammlerstück.

## Seesack

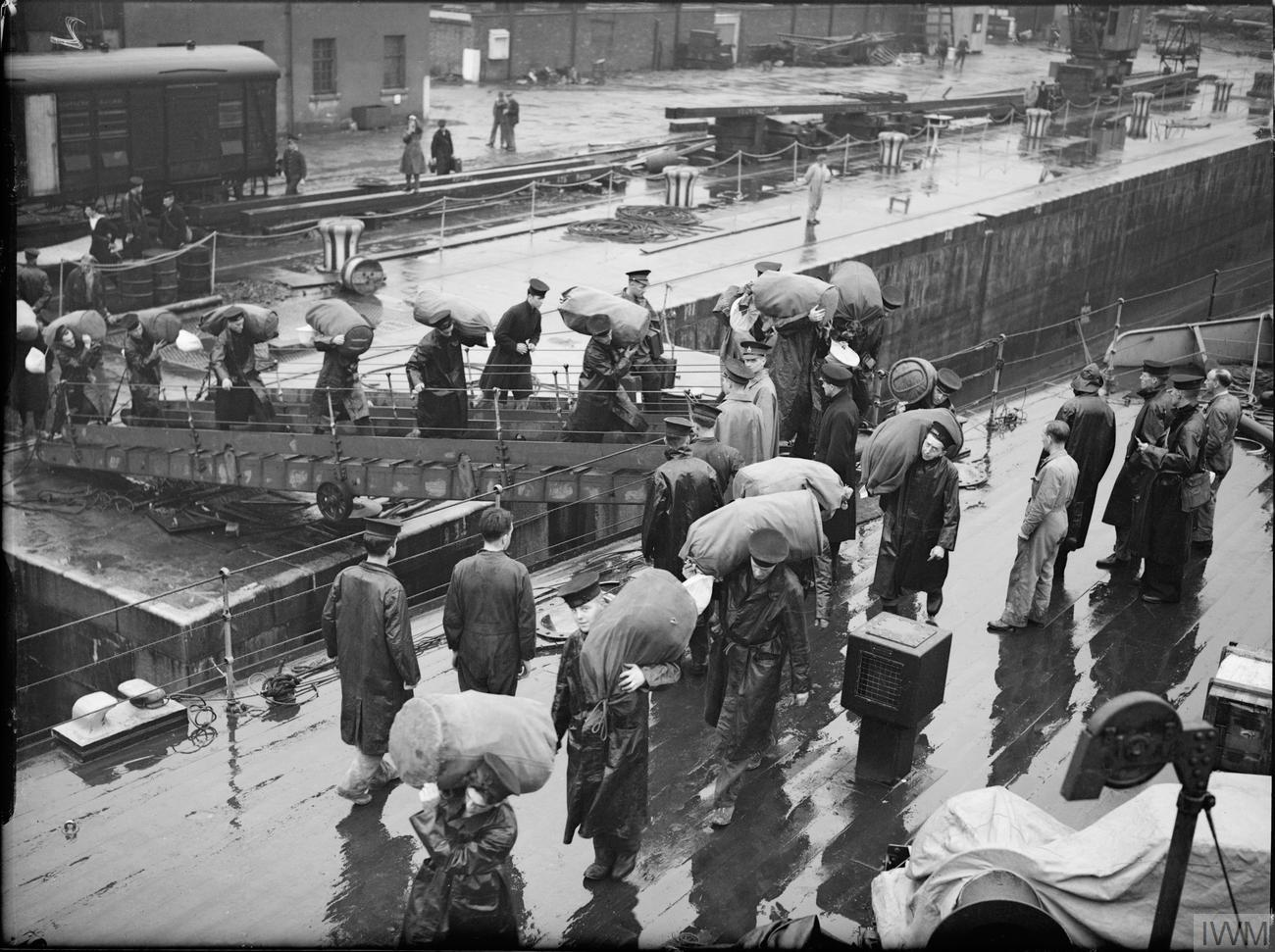
Matrosen tragen ihren Seesack an Bord eines Schiffes

Ein Seesack, auch Trosssack oder regional Zampel genannt, ist eine spezielle Form des Rucksacks in Form eines großen Sacks aus grobem Segeltuch. Der Sack hat oft ein Gurtzeug zum Tragen über einer oder auf beiden Schultern und kann an der Öffnung durch Einfädeln eines Karabinerhakens, eines großen Vorhängeschlosses oder eines Verschlussrings verschlossen werden. Seesäcke werden heute noch beim Militär, vor allem bei der Marine, zum Transport und zur Aufbewahrung der persönlichen Ausstattung von Soldaten benutzt. Das Augenmerk liegt weniger auf hohem Tragekomfort als auf dem einfachen Verstauen größerer Mengen Kleidung und persönlicher Gegenstände für längere Schiffspassagen.
Wenn die Möglichkeit besteht, die persönlichen Gegenstände in an Bord vorhandene Schränke umzupacken, ist ein geringes Eigenvolumen und gute Faltbarkeit des Seesacks gefragt. Gerade im Yachtsport können Seesäcke mit geringem Packmaß an schlecht zugänglichen Stellen verstaut werden. Während der eigentlichen Fahrt verbrauchen sie dort keinen Platz des knappen gut zugänglichen Stauraums.

Der Begriff „Seesack“ wurde jedoch erst im 20. Jahrhundert geläufig

## Schulrucksack

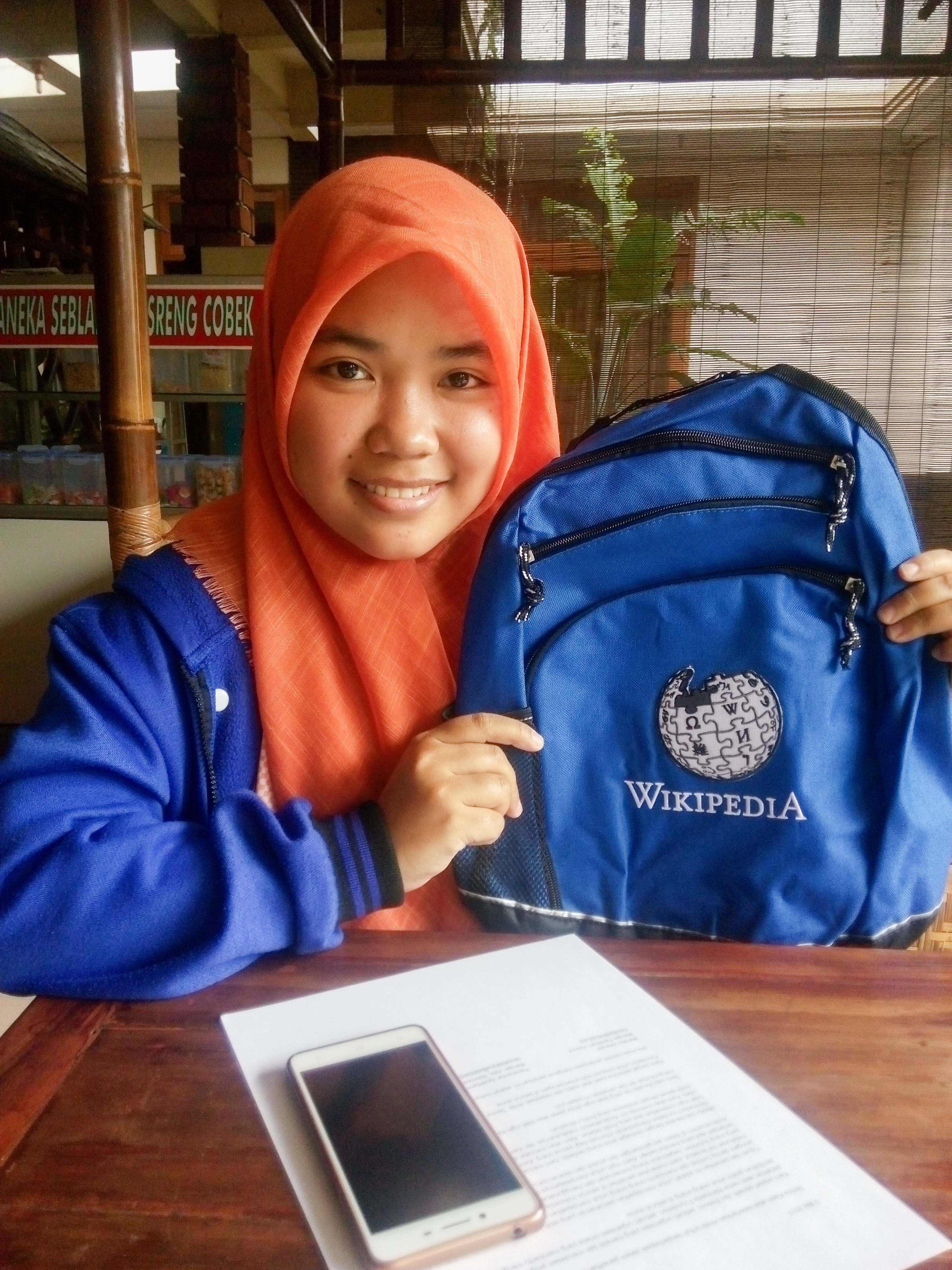
Ein Wikipedia-Rucksack

Eine Variation des modernen, auf gesunde Körperhaltung, optimale Gewichtsverteilung und Tragekomfort ausgelegten Wanderrucksacks ist der „Schulrucksack“. Er dient als Schulranzen, also als Transportmittel für Schulmaterialien, und wird – wie der Wanderrucksack – aus widerstandsfähigen und wetterfesten Materialien hergestellt.

## Verschiedene (Ranzen, Schulranzen, Felleisen)
Ebenfalls eine historische Rucksackform ist der vorzugsweise aus festem Leder gefertigte Ranzen. Das Wort ist slawischen Ursprungs und leitet sich von rame (Schulter) ab. Die Behälter der Wanderburschen, in denen sie ihre Habseligkeiten transportieren, nennt man Felleisen. Seitlich auf dem Rücken, mit nur einem einzigen Band, wird der Matchbeutel getragen.

## Verschlüsse
Früher wurden Rucksäcke verschnürt, die Lederriemen mit Schnallen verbunden. Heute werden dafür Klettverschluss, Reißverschluss, Klick-Schnallen, Verstell-Schnallen und Tanka eingesetzt.

## Zum Wort
Ein Rucksack ist ein auf dem Rücken getragener Sack. Das Wort wurde aus den Alpenmundarten übernommen, deshalb die umlautlose (oberdeutsche) Form von Rücken, und hat auch Eingang ins Englische – rucksack – und slawische Sprachen wie etwa das Ukrainische oder das Russische – in beiden mit gleicher Schreibweise рюкзак/rjuksak – gefunden.
Die bildhafte Verwendung des Wortes begegnet unter anderem bei
- Ökologischer Rucksack, Ressourcenmenge, die bei der Herstellung, dem Gebrauch und der Entsorgung eines Produktes verbraucht wird (siehe auch Ökologischer Fußabdruck)
- Rucksackbomber, journalistische Bezeichnung für Terroristen mit mobilen Sprengsätzen
- Rucksackboot, leichtes Schlauchboot
- Rucksackdeutsche, Heimatvertriebene deutscher Staatsangehörigkeit nach dem Zweiten Weltkrieg
- Rucksackfilter, in der Aquaristik verwendeter Außenfilter
- Rucksackproblem in der Kombinatorik
- Rucksackjournalismus in schwer zugänglichen Gegenden
- Rucksacklift, Skilift
- Rucksack-S, bildlich für das Schriftzeichen ß
- Rucksackschnecken, Schneckenart
- Rucksackschule, umweltpädagogisches Konzept
- Rucksacktourismus, Tourismus in ferne Länder mit öffentlichen Verkehrsmitteln
- Rucksackverband zur Stabilisierung und Ruhigstellung der Schulter